# Le Poney rouge (film)
Pour les articles homonymes, voir Le Poney rouge.
Pour plus de détails, voir Fiche technique et Distribution.
Le Poney rouge (titre original : The Red Pony) est un film américain réalisé par Lewis Milestone, sorti en 1949.

## Synopsis
Tom Tiflin, un jeune garçon, se voit offrir un petit poney par son père et demande à Billy Buck, le valet de l'écurie, de l'élever et de le dresser pour qu'il puisse être monté. Au cours d'un orage, le poney s'échappe de l'écurie et fait de la fièvre. Malgré les efforts de Buck pour soigner le poney, celui-ci développe la gourme et doit subir une trachéotomie. Peu après l'intervention, le poney s'échappe de la ferme et Tom suit les traces de sabots du poney jusqu'à un ravin où il est mort puis a été dévoré par des vautours. Il reproche ensuite à Buck de ne pas avoir sauvé la vie du poney. Buck, pris de remords, se prépare à tuer sa propre jument enceinte afin de donner un poulain à Tom. Tom se met en colère contre la volonté de Buck de sacrifier un cheval et lui vole son couteau. Lorsqu'ils retournent à l'écurie, le poulain est né naturellement, la mère et le poulain ayant survécu.

## Fiche technique
- Titre : Le Poney rouge
- Titre original : The Red Pony
- Réalisation : Lewis Milestone, assisté de Robert Aldrich (non crédité)
- Scénario : John Steinbeck d'après son roman Le Poney rouge
- Production : Lewis Milestone et Charles K. Feldman producteur exécutif (non crédité)
- Société de production : Chas. K. Feldman Group Productions Inc. et Lewis Milestone Productions
- Distribution : Republic Pictures
- Musique : Aaron Copland
- Photographie : Tony Gaudio
- Montage : Harry Keller
- Décors : Nicolai Remisoff
- Direction artistique : Victor Greene
- Décorateur de plateau : John McCarthy Jr. (en) et Charles S. Thompson (en)
- Costumes : Adele Palmer
- Pays de production :  États-Unis
- Format : couleur Technicolor - Son : Mono (RCA Sound System)
- Genre : Western
- Durée : 89 minutes
- Dates de sortie : 
  - États-Unis : 28 mars 1949
  - France : 25 novembre 1950

## Distribution
- Myrna Loy : Alice Tiflin
- Robert Mitchum : Billy Buck
- Louis Calhern : Grand-père
- Shepperd Strudwick : Fred Tiflin
- Peter Miles : Tom Tiflin
- Margaret Hamilton : Professeur
- Patty King : Jinx Ingals
- Jackie Jackson : Jackie
- Beau Bridges : Beau
- Don Reynolds : Little Brown Jug
- Nino Tempo : Nino